# Colonia Renacimiento, Iliatenco
Colonia Renacimiento är en ort i Mexiko.   Den ligger i kommunen Iliatenco och delstaten Guerrero, i den sydöstra delen av landet, 270 km söder om huvudstaden Mexico City. Colonia Renacimiento ligger 949 meter över havet och antalet invånare är 134.
Terrängen runt Colonia Renacimiento är huvudsakligen kuperad, men norrut är den bergig. Runt Colonia Renacimiento är det ganska glesbefolkat, med 45 invånare per kvadratkilometer. Närmaste större samhälle är El Rincón, 7,3 km väster om Colonia Renacimiento. I omgivningarna runt Colonia Renacimiento växer huvudsakligen savannskog.